# Idrottsföreningen Kamraterna i Åbo
L'Idrottsföreningen Kamraterna i Åbo, abbreviato in Åbo IFK o ÅIFK, è una società polisportiva finlandese con sede a Turku. Fondata nel 1908, la società comprende la sezione di calcio, di pallamano, di atletica leggera e di bowling.
La sezione calcistica vanta la conquista di 3 titoli nazionali, vinti tra gli anni dieci e gli anni venti del XX secolo, una Coppa di Finlandia, conquistata nel 1966, ed una partecipazione alla Coppa delle Coppe. Nella stagione 2016 partecipa al campionato di Kolmonen, quarta serie del campionato finlandese di calcio.

## Storia
Fondato nel 1908, l'ÅIFK vinse il suo primo campionato nel 1910, vincendo la finale per il titolo sul Reipas Viipuri. Dopo aver perso la finale per il titolo per cinque volte, l'ÅIFK vinse il suo secondo titolo nel 1920 e il terzo titolo nel 1924, vincendo in entrambi i casi la finale contro l'HPS. Nel 1930 l'ÅIFK era una delle otto squadre che partecipò alla prima edizione della Mestaruussarja nel formato di campionato, concludendo all'ultimo posto e retrocedendo. Dopo un solo anno di assenza tornò in Mestaruussarja nel 1932 e vi rimase per quattro stagioni fino al 1935. Dopo quasi trent'anni passati nelle serie inferiori l'ÅIFK tornò in massima serie nel 1963, disputando altre quattro stagioni in cinque anni. Nel 1965 vinse la Suomen Cup per la prima volta, vincendo la finale per 1-0 sui concittadini del TPS. Grazie a questo successo partecipò alla Coppa delle Coppe 1966-1967, venendo subito eliminato dal Servette.

## Palmarès

### Competizioni nazionali
- Campionato finlandese: 3

1910, 1920, 1924
- Suomen Cup: 1

1965
- Kakkonen: 2

1999, 2012

### Altri piazzamenti
- Campionato finlandese:

Secondo posto: 1911, 1913, 1915, 1916, 1917
Terzo posto: 1963

### ÅIFK nelle Coppe europee
| Stagione | Torneo            | Turno       | Nazione             | Club     | Andata | Ritorno | Totale |
| -------- | ----------------- | ----------- | ------------------- | -------- | ------ | ------- | ------ |
| 1966-67  | Coppa delle Coppe | Primo turno | Svizzera (bandiera) | Servette | 1-1    | 1-2     | 2-3    |

In grassetto le partite casalinghe

## Altri sport
La sezione pallamano del club presenta due squadre, maschile e femminile, al massimo livello nazionale. In precedenza ha militato ai massimi livelli anche la squadra di hockey su ghiaccio, ora sciolta. Le attività sportive del club sono calcio, pallamano, atletica leggera e bowling.